# Федеріко Ернан Домінгес
Федеріко Ернан Домінгес (ісп. Federico Hernán Domínguez; нар 13 серпня 1976, Буенос-Айрес) — аргентинський футболіст, захисник. Чемпіон світу серед молоді у складі збірної Аргентини 1995 року, має в активі один матч за основну збірну своєї країни. Неодноразовий чемпіон Аргентини. У 2014 році почав тренерську кар'єру.

## Клубна кар'єра
Почав професійну кар'єру у «Велес Сарсфілді» в «золотий» період цієї команди. У 1994 році став переможцем Кубка Лібертадорес. Вигравши з «Велесом» 2 чемпіонські титули, Домінгес вирішив змінити клуб.
У сезоні 1998/99 виступав в іспанському «Еспаньйолі», однак скоро повернувся в «Велес», в якому виступав до 2002 року. В тому році він перейшов в «Індепендьєнте» і з ходу виграв чемпіонат Аргентини, перший для «Червоних Дияволів» за попередні 8 років.
Після переходу в іспанський «Леганес», де Домінгес надовго не затримався, він повернувся в елітний дивізіон — на цей раз у клуб вищого дивізіону Мексики «Сантос Лагуна», в якому він швидко став лідером.
З 2004 по 2007 рік виступав за «Рівер Плейт».
У 2009 році виступав у складі уругвайського «Насьйоналя». Потім він грав у «Архентінос Хуніорс», у якому виграв свій черговий титул чемпіона Аргентини (Клаусура 2010).
З 2011 року виступав в Уругваї, де і завершив ігрову кар'єру 2014 року у клубі «Атенас».

## Виступи за збірні
1993 року у складі юнацької збірної Аргентини (U-17) був учасником юнацького чемпіонату світу в Японії, де забив гол, але його збірна не вийшла з групи.
1995 року залучався до складу молодіжної збірної Аргентини, разом з якою брав участь у молодіжному чемпіонаті світу 1995 року в Катарі і здобув золоті нагороди.
У складі збірної Аргентини зіграв один матч у 2003 році під керівництвом колишнього тренера по «Велес Сарсфілду» Марсело Б'єльси.

## Тренерська кар'єра
У 2014 році почав тренерську кар'єру в клубі «Депортіво Арменіо».

## Титули
- Чемпіон Аргентини (5): Ап. 1995, Кл. 1996, Кл. 1998, Ап. 2002, Кл. 2010
- Кубок Лібертадорес (1): 1994
- Суперкубок Лібертадорес (1): 1996
- Чемпіон світу (U-20): 1995